# Benito Archundia
Benito Armando Archundia Téllez (nascut a Mèxic, 21 de març del 1966), és un àrbitre de futbol mexicà. Archundia és àrbitre internacional FIFA des de 1993. Fins ara ha dirigit partits en grans esdeveniments com la Copa d'Or de la CONCACAF de 2007. El febrer del 2010 va ser assignat per arbitrar al Mundial 2010.